# Teddy Tamgho
Teddy Tamgho (* 15. Juni 1989 in Paris) ist ein französischer Leichtathlet, der sich auf den Dreisprung spezialisiert hat.

## Sportliche Karriere
Er gewann die Titel im Dreisprung bei den Junioreneuropameisterschaften 2007 in Narbonne und bei den Juniorenweltmeisterschaften 2008 in Bydgoszcz. Seit 2009 startete er auch im Erwachsenenbereich. Nachdem er bei den Halleneuropameisterschaften in Turin noch in der Qualifikation gescheitert war, belegte er bei den Weltmeisterschaften in Berlin im Finale den elften Platz.
Der internationale Durchbruch gelang ihm bei den Hallenweltmeisterschaften 2010 in Doha. Er gewann dort die Goldmedaille und stellte mit 17,90 m einen neuen Hallenweltrekord auf. Im Freien steigerte er seine persönliche Bestleistung beim adidas Grand Prix in New York City auf 17,98 m. Zu diesem Zeitpunkt war dies der sechstweiteste Sprung in der Geschichte. Nur Jonathan Edwards und Kenny Harrison waren jemals weiter gesprungen. Durch die Nachwirkungen einer Wadenverletzung konnte Tamgho bei den Europameisterschaften 2010 in Barcelona nicht sein volles Leistungspotential abrufen und musste sich mit dem dritten Platz begnügen. Anschließend wechselte er seinen Trainer und wird seitdem vom ehemaligen kubanischen Weitsprung-Olympiasieger Iván Pedroso betreut.
Im Februar 2011 verbesserte Tamgho bei den Französischen Hallenmeisterschaften seinen eigenen Weltrekord um einen Zentimeter auf 17,91 m. Zwei Wochen gelang ihm dies bei seinem Sieg bei den Halleneuropameisterschaften in Paris erneut, als er gleich zweimal auf 17,92 m sprang. Außerdem belegte er dort den vierten Platz im Weitsprung. Nach Siegen beim Qatar Athletic Super Grand Prix in Doha und der Athletissima in Lausanne musste er seine Freiluftsaison jedoch vorzeitig beenden, als er sich bei den U23-Europameisterschaften in Ostrava beim Aufwärmen verletzte. Es wurde ein Bruch des Sprunggelenks festgestellt, wodurch er auch seinen Start bei den Weltmeisterschaften in Daegu absagen musste. Eine weitere Operation verhinderte die Qualifikation und Teilnahme bei den Olympischen Spielen 2012.
Am 30. März 2013 gab er nach 20 Monaten Verletzungspause in Bron mit 16,76 m sein Comeback. Bei den Weltmeisterschaften in Moskau erreichte er am 18. August 2013 im letzten Versuch die Weltjahresbestweite von 18,04 m und gewann so die Goldmedaille. Tamgho war damit erst der weltweit dritte Mensch, der in einem Dreisprung-Wettkampf die 18-Meter-Marke unter erlaubten Bedingungen (Rückenwind nicht mehr als 2,0 m/s) übertreffen konnte.
Wegen drei verpasster Doping-Tests wurde Tamgho vom französischen Verband FFA im Juni 2014 mit einer Wettkampfsperre bis zum 18. März 2015 belegt. Aufgrund einer Stressfraktur im linken Schienbein waren allerdings ohnehin keine Teilnahmen im Jahr 2014 geplant. Nach einem Comeback 2015 verletzte sich Tamgho während eines Diamond League Meetings in Doha an der Achillessehne und musste daraufhin die Saison frühzeitig beenden.

## Persönliche Bestleistungen

### Freiluft
- Dreisprung: 18,04 m (französischer Rekord), 18. August 2013, Moskau
- Weitsprung: 7,63 m, 16. Juni 2007, Versailles

### Halle
- Dreisprung: 17,92 m (Weltrekord), 6. März 2011, Paris
- Weitsprung: 8,01 m, 13. Februar 2011, Eaubonne